# Kaltnadelradierung

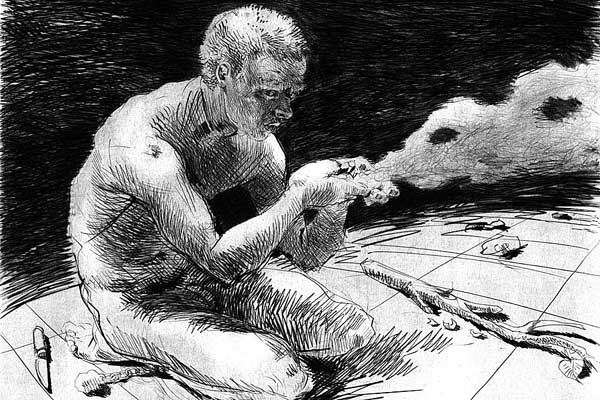
Kaltnadelradierung

Die Kaltnadelradierung ist ein grafisches Tiefdruckverfahren, eine Form der Radierung.

## Grundlagen
Bei der Kaltnadelradierung wird die Zeichnung unter Kraftaufwand mit einer in Holz gefassten Stahlnadel oder einer aus massivem Stahl bestehenden, etwas schwereren Radiernadel direkt in die Druckplatte (Kaltverformung des Metalls) eingeritzt. Dabei bewirkt ein stärkerer Druck der Nadel auch eine stärkere Linie. Das Eigengewicht der massiven Radiernadel erleichtert dabei etwas die Zeichenarbeit, die wegen des Metallwiderstandes mit Kraftaufwand verbunden ist. Zu beiden Seiten der Rillen stellt sich das verdrängte Material auf und bildet einen scharfen Grat (der beim Kupferstich als Span entfernt wird). Alle Flächen bestehen aus einer Konzentration von vielen Linien. Es folgt keine Ätzung.
Auf die Platte wird anschließend wie bei der Radierung vollflächig Druckfarbe aufgetragen und anschließend wieder blankgewischt. Dabei bleibt im feinen Grat neben der eigentlichen Linie zusätzlich zur Rille Farbe haften. Auf dem Abzug zeigt sich dann der Strich als erhöhte Farbablagerung, der Grat als feiner Einschnitt, der zuweilen sogar weiß bleibt und eine sich dem Grat anschließende samttonige Verschattung, die die Farbe wiedergibt, die beim Wischen an den Außenseiten des Grates haftengeblieben ist. Die dadurch entstehende malerische Wirkung ist das Erkennungsmerkmal gegenüber dem geätzten Strich der Radierung.
Zur Kaltnadelradierung gehört auch die Bearbeitung der Platte mittels Mouletten und Rouletten. Besonders feine Linien und Grauwerte lassen sich mit einem gefassten Diamanten erzielen.
Die Technik besitzt hohe künstlerische Bedeutung, da sie die subjektive Persönlichkeit des Künstlers und dessen Expression mitteilt. Sie wurde um 1480 erstmals vom Hausbuchmeister eingesetzt. Rembrandt kombinierte die Kaltnadel mit der Ätzradiertechnik und verbreiterte und verband auf diese Weise meisterhaft das Tonwertspektrum beider Drucktechniken. Im 18. Jahrhundert führten Jacques-Philippe Le Bas und seine Schüler die Verbindung von Kupferstichtechnik und der Überarbeitung mit der Kaltnadeltechnik zur Vollendung. Im 20. Jahrhundert war es neben Edvard Munch, Ernst Ludwig Kirchner, Ernst Zipperer und Max Beckmann vor allem Picasso, der mit dieser Technik eindrucksvolle Werke schuf.

## Merkmale einer Kaltnadelradierung
- die Farbe liegt reliefartig erhöht auf dem Papier (allerdings weniger stark als beim geätzten Strich)
- der Gratschatten, der neben dem Grat als weicher Begleitton auftritt. Wird die Kaltnadel in Verbindung mit einer Ätzradierung oder Aquatinta verwendet, ist der Grat häufig nicht mehr vorhanden.

Generell ist bei der Kaltnadelradierung nur eine geringe Anzahl guter Abzüge von der Druckplatte möglich, da durch den Druck der Presse der Grat immer mehr zusammengequetscht wird und der fein schattierende Ton allmählich verschwindet. Für den Sammler ist es deshalb wichtig, ein Blatt mit einer niedrigen Abzugsnummerierung zu erwerben.

## Diamant-Kaltnadeltechnik
Die Diamant-Kaltnadeltechnik (engl.: diamond-drypoint) ist eine spezielle Technik der Kaltnadelradierung. Ausgeführt wird sie mit einem einzigen Werkzeug: einem extrem spitz geschliffenen Diamanten, der in einen Zeichenstift gefasst wurde, mit dem direkt in die blanke Kupferplatte graviert wird. Das Wort „Diamant-Kaltnadel“ bezeichnet sowohl das Werkzeug, als auch die damit ausgeführte Radiertechnik, zu der auch eine besondere Drucktechnik gehört. Die Diamant-Kaltnadel vereint in sich simultan Möglichkeiten der grafischen und malerischen Variationsbreite des Tiefdrucks, die sonst nur durch die Kombination verschiedener Techniken und in getrennten Arbeitsschritten erreicht werden können.
Charakteristisch für die Diamant-Kaltnadel ist der Reichtum der Tonabstufungen, feiner Grauwerte und gesättigter, samtiger Tiefen, sowie der wechselnde Übergang vom grafisch-abstrakten Zeichenhaften zum Malerisch-Optischen, sowie die Subtilität des Strichs, bis zur Grenze der Unterscheidbarkeit (10 Striche/mm, entspricht 250 dpi und mehr). Es wird kein Span abgehoben, wie mit dem Grabstichel beim Kupferstich und es wird kein rau gezackter Grat aufgeworfen, wie mit der Stahlspitze der klassischen Kaltnadel. Die Diamantspitze drängt das weiche Kupfer gleichmäßig zur Seite und bleibt nicht in der Platte hängen. Sie überträgt jeden Impuls der Hand, wie eine seismografische Aufzeichnung, auf die Druckplatte.
Der Druck von der – normalerweise verstahlten – Kupferplatte ist wegen der extremen Feinheit der Gravur schwierig. Die Druckfarbe wird in mehreren Stufen aufgebaut, wobei die Temperatur der Platte und die Viskosität der Druckfarbe genau abgestimmt werden müssen. Die Druckplatte erlaubt – wie die Kaltnadelradierung – eine Auflage von maximal 30 Abzügen. Verstahlte Platten lassen auch höhere Auflagen zu.